# کارنوت پوسی
کارنوت پوسی (انگلیسی: Carnot Posey; ۵ اوت ۱۸۱۸ – ۱۳ نوامبر ۱۸۶۳) فرد نظامی اهل ایالات متحده آمریکا بود.